# 卸町 (青森市)
卸町（おろしまち）は青森市の地名である。郵便番号は030-0137。

## 地理
北部の多くの面積を占めている青森市中央卸売市場が置かれていることから町名が名づけられた。南部は流通関係業者の倉庫や事務所・営業所がほとんどである。隣接する問屋町とともに、卸売業者の商業団地を形成している。

### 河川
- 堤川 - 北西部はこの川に面している。この部分について、地元では「荒川」と呼ばれることが多い。

## 歴史

### 沿革
- 1972年（昭和47年）10月16日 - 青森市中央卸売市場業務開始[4]
- 1982年（昭和57年）11月1日 - 住居表示事業により、住所が変更された。

### 町名の変遷
| 実施後 | 実施年月日    | 実施前                           |
| ------ | ------------- | -------------------------------- |
| 卸町   | 1982年11月1日 | 横内字泉川、新町野字幾田の各一部 |

## 世帯数と人口
2022年（令和4年）9月1日現在の世帯数と人口は以下の通りである。
| 町丁 | 世帯数 | 人口  |
| ---- | ------ | ----- |
| 卸町 | 84世帯 | 135人 |

## 小・中学校の学区
市立小・中学校に通う場合、学区は以下の通りとなる。
| 番地 | 小学校             | 中学校             |
| ---- | ------------------ | ------------------ |
| 全域 | 青森市立横内小学校 | 青森市立横内中学校 |

## 交通

### 鉄道
町内に鉄道駅はない。

### バス
- 青森市営バス問屋町線が通る。

## 主な施設
- 青森市中央卸売市場